# Station Abergele and Pensarn
Abergele and Pensarn is een station van National Rail aan de North Wales Coast Line in Conwy in Wales. Het station is eigendom van Network Rail en wordt beheerd door Transport for Wales. 